# シクストゥス4世 (ローマ教皇)
シクストゥス4世（シクストゥス4せい、Sixtus Ⅳ、1414年7月21日 - 1484年8月12日）は、ルネサンス期のローマ教皇（在位：1471年 - 1484年）。本名はフランチェスコ・デッラ・ローヴェレ（Francesco della Rovere）。
ルネサンス教皇の典型ともいえる存在で、自らの名前にちなんだシスティーナ礼拝堂を建設し、そこへ幾多の芸術家を招聘して初期ルネサンス芸術の成果をローマに導入した（ミケランジェロの有名な天井画は後の時代に付け加えられたものである）。政治的には失政が多く、イタリアに無用の戦争と混乱をもたらした。後に甥のジュリアーノも教皇の座につき、ユリウス2世を名乗ることになる。

## 生涯
ローヴェレはサヴォーナに近いチェッレ・リーグレに生まれた。彼は自らすすんでという訳ではなかったが、コンベンツァル聖フランシスコ修道会（Ordo Fratrum Minorum ーConventualium）に入会した。哲学・神学を学ぶうちにその学識を称揚され、イタリア各地の大学で教鞭をとるようになった。1464年にフランシスコ会総長に選出され、教皇パウルス2世のもと1467年に枢機卿にあげられた。
1471年にローヴェレが教皇位についてシクストゥス4世を名乗った頃、スミュルナのオスマン帝国軍への攻撃がおこなわれていたが、成果を挙げることができなかった。それ以上にオスマン帝国攻撃のための資金集めのほうが熱心におこなわれていた。この頃には正教会との合同へ向けた動きもあったが、進展しなかった。やがて教皇は当面の外交問題の処理に向かわなければならなかった。まず、ブールジュの国本勅諚（1439年）を遵守しつづけるフランス王ルイ11世との交渉があった。教皇のフランスへの介入を排除しようとしたこの勅令は、後のガリカニスムの源泉とも言えるものであった。またフランス王がナポリ王国の継承権に食指を動かしていることも教皇には見過ごせない問題であった。
当時の教皇達の例に漏れず、シクストゥス4世もネポティズムから逃れることができなかった。シクストゥス2世を描いたメロッツォ・デ・フォルリが1477年に描いたフレスコ画で教皇の脇に描かれている枢機卿たちは親族のデッラ・ローヴェレ家とリアリオ家の人間たちである。決して全員がシクストゥス4世時代にその任務についたわけではないが、その親族からは教皇庁長官であったラファエロ・リアリオ、後にユリウス2世となるジュリアーノ・デッラ・ローヴェレ、カテリーナ・スフォルツァの夫としても知られるジロラモ・リアリオ、ジョバンニ・デッラ・ローヴェレなどが教皇の引き立てを受けている。これらの人物に加えて初めて教皇伝『歴代教皇伝』を書いた人文主義者でバチカンの図書館長であったプラティナもフォルリの絵に描かれている。
後にラファエロ・リアリオ枢機卿は1478年のパッツィ家の陰謀に加担してメディチ家の打倒をはかったが失敗した。これはロレンツォ・デ・メディチとその兄弟を暗殺してフィレンツェの支配者の地位にジロラモ・リアリオをつけようとした企てであった。計画の首謀者とされたピサ大司教はシニョリーア宮殿の壁に吊るされて殺されたため、教皇庁とフィレンツェは以後2年におよぶ戦争状態に突入する。同時にシクストゥス4世はヴェネツィア共和国に対してフェラーラ公国を攻撃するようすすめている。これによって別の親族にフェラーラを治めさせる意図があったようだ。しかし、このような教皇の活動はイタリアの都市君主たちを怒らせ、同盟を結ばせることになる。すなわち教皇の示唆によって1482年におこなわれたヴェネツィア軍のフェラーラ攻撃に対して、ミラノのスフォルツァ家、フィレンツェのメディチ家、ナポリ王国のみならず本来教皇の同盟者であった人々までが同盟を組んでこれを阻止にまわった。これほどの反発を予想していなかった教皇は1483年に逆にヴェネツィアを禁令下に置くことを宣言した。
シクストゥス4世はスペインにおいて教皇庁から独立した独自の異端審問（スペイン異端審問）を行う許可を与えているが、これはアラゴン王フェルナンド2世の求めに応じたものであった。同王のおさめるシチリア王国からの軍事援助がなくなればオスマン帝国の脅威に対してなすすべのない教皇にはこれを拒否することはできなかった。その後、教皇のお墨付きを得たスペイン異端審問所が政治的な理由での告発を繰り返し、必要以上に過激な処罰を行ったことで教皇を悩ませることになる。
シクストゥス4世が教会の歴史の中で果たした意義としては12月8日の無原罪の聖母の祝日を制定したことがあげられる。彼は1478年にコンスタンツ公会議が採択した改革的教令を公式に取り消している。
政治的には失政の多かったシクストゥス4世ではあるが、ローマの発展と美術・学問の振興に果たした業績の大きさは誰もが認めざるを得ない。システィーナ礼拝堂の建設だけでなく、シスト橋の建築、ローマの街の美化・補修などに大規模な投資をおこなった。さらにバチカン図書館の拡充もはかっている。また、レギオモンタヌスにユリウス暦の不備の検討をおこなわせ、ジョスカン・デプレをローマに招いている。教皇はさらにサンドロ・ボッティチェッリ、ピントゥリッキオ、ドメニコ・ギルランダイオらのパトロンにもなっている。
シクストゥス4世が没すると、枢機卿団が集まって後継者の選出作業（コンクラーヴェ）を開始した。このときの枢機卿団の人数は32人で、当時まででは（教会分裂の混乱した時期を除けば）最多であった。この時、パウルス2世以前の時代からの枢機卿は僅かに3人（ロドリゴ・ボルジア（後のアレクサンデル6世）、ルイス・ボルジア、フランチェスコ・トデスキーニ（後のピウス3世））、パウルス2世によって枢機卿にされたものは6人（オリヴィエロ・カラファなど）、残りの23人は全てシクストゥス4世の任命によるものであったが、全て当時の名家の出身者ばかりであった。ローヴェレ家のジュリアーノ・デッラ・ローヴェレ（後のユリウス2世）、ナルディーニ家のステファノ・ナルディーニ、チーボ家のジョバンニ・バッティスタ・チーボ（次のインノケンティウス8世）、他にもオルシーニ家、コロンナ家、スフォルツァ家などさながらルネサンス時代の貴族名鑑のようである。しかし、彼らが選出したのは恩顧あるシクストゥスの甥ローヴェレではなく、政敵のチーボであった。